# Federação Baiana de Futsal
La Federação Baiana de Futsal (conosciuta con l'acronimo di FBFS) è un organismo brasiliano che amministra il calcio a 5 nella versione FIFA per lo stato di Bahia.

## Storia
Si tratta di una delle federazioni più antiche del Brasile, essendo stata fondata il 5 settembre 1956, la FBFS ha sede nel capoluogo Salvador ed ha come presidente Hylberto José de Araújo Almeida. A dispetto della sua antica fondazione, la sua selezione non ha mai vinto il Brasileiro de Seleções de Futsal pur avendone organizzati diversi: 1967, 1979, 1989 e 1991. Ha raccolto un terzo posto nel 1978 a Fortaleza, miglior risultato della sua storia. Stessa sorte è toccata alle sue selezioni giovanili che non hanno mai conquistato nessun podio.